# أكسيد الزئبق الثنائي
 أكسيد الزئبق الثنائي مركب كيميائي له الصيغة HgO ، ويكون على شكل مسحوق بلوري أحمر، ويمكن أن يوجد منه لون أصفر وذلك حسب كبر البلورات. أكسيد الزئبق الثنائي مركب سام جداً مثله مثل فلز الزئبق.

## الخواص
- لأكسيد الزئبق الثنائي انحلالية ضعيفة في الماء، حيث ينحل منه 52 مغ/ل عند الدرجة 25°س. بالمقابل فإن أكسيد الزئبق الثنائي ينحل بسهولة في الأحماض حيث يشكل الأملاح الموافقة.
- بتسخين المركب فوق 500°س يتفكك أكسيد الزئبق الثنائي إلى العناصر المكونة له الأكسجين والزئبق:

2HgO –Δ→ 2Hg + O2

## الوفرة الطبيعية والتحضير
يوجد أكسيد الزئبق الثنائي في الطبيعة في معدن نادر الوجود وليس لهو سعر ثابت من٢٠٠٠$الى٣٠٠٠$ يدع مونترويديت
Montroydite'
يحضر أكسيد الزئيق الأصفر من تفاعل ملح للزئبق الثنائي مع كمية فائضة من هيدروكسيد الصوديوم حسب المعادلة:
HgCl2 + 2NaOH → HgO + H2O + 2NaCl
أما أكسيد الزئبق الأحمر فيحضر من التفكك الحراري لمركب نترات الزئبق الثنائي حسب المعادلة:

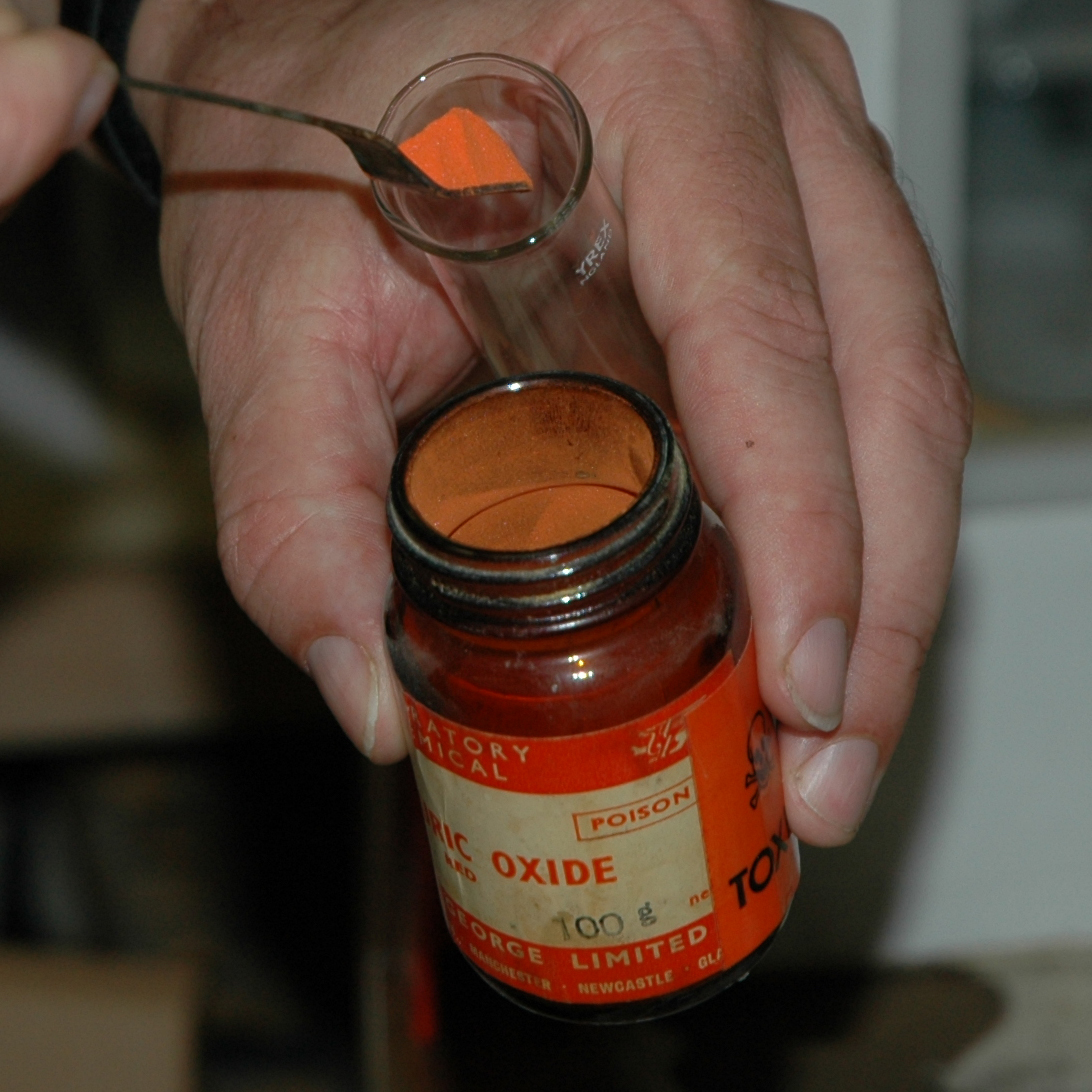
أكسيد الزئبق الثنائي

2Hg(NO3)2 –Δ→ 2HgO + 4NO2 + O2

## الاستخدامات
- يستخدم أكسيد الزئبق الثنائي في تحضير فلز الزئبق وذلك بالتفكك الحراري للمركب. كما أم مزيجاً من أكسيد الزئبق الثنائي مع فلز الزئبق يستخدم من أجل تحضير أملاح الزئبق الأحادي مثل كلورات الزئبق الأحادي Hg2(ClO3)2.
- يدخل أكسيد الزئبق الثنائي كمادة في تركيب المهبط في بطارية الزئبق.[4]

## السلامة
مركب أكسيد الزئبق الثنائي مركب سام جداً، يجب أخذ الحذر والحيطة عند التعامل به، ويجب اتباع إجراءات السلامة المخبرية.